# Europamästerskapen i konståkning 2015
Europamästerskapen i konståkning 2015 arrangerades i Stockholm, Sverige den 26 januari–1 februari. Det var första gången sedan 1912 som  Stockholm stod som värd för mästerskapen.

## Resultat[1]
| Disciplin | Guld                                            | Silver                                 | Brons                                        |
| Herrar    | Javier Fernández (ESP)                          | Maksim Kovtun (RUS)                    | Sergej Voronov (RUS)                         |
| Damer     | Jelizaveta Tuktamysjeva (RUS)                   | Jelena Radionova (RUS)                 | Anna Pogorilaja (RUS)                        |
| Paråkning | Ryssland Yuko Kavaguti Aleksandr Smirnov        | Ryssland Ksenja Stolbova Fjodor Klimov | Ryssland Jevgenija Tarasova Vladimir Morozov |
| Isdans    | Frankrike Gabriella Papadakis Guillaume Cizeron | Italien Anna Cappellini Luca Lanotte   | Ryssland Aleksandra Stepanova Ivan Bukin     |

## Medaljligan
| Pl.   | Nation    | Guld | Silver | Brons | Totalt |
| ----- | --------- | ---- | ------ | ----- | ------ |
| 1     | Ryssland  | 2    | 3      | 4     | 9      |
| 2     | Spanien   | 1    | 0      | 0     | 1      |
| 2     | Frankrike | 1    | 0      | 0     | 1      |
| 4     | Italien   | 0    | 1      | 0     | 1      |
| Total | Total     | 4    | 4      | 4     | 12     |